# Cornelius Riewerts

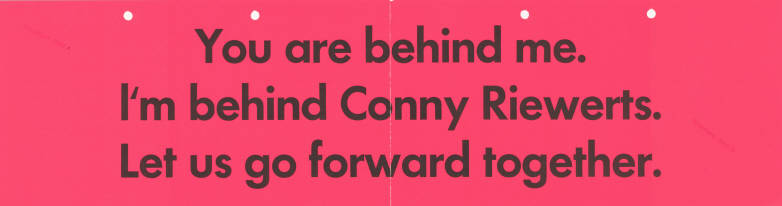
Plakatstreifen zur Landtagswahl 1970

Cornelius „Conny“ Riewerts (* 2. September 1940 in Münster; † 6. Februar 2012) war ein deutscher Journalist und Politiker der CDU.

## Ausbildung und Beruf
Cornelius Riewerts war ein Sohn des Kunsthistorikers Theodor Riewerts, der 1944 als Soldat an der Ostfront zu Tode kam.
Nach dem Abitur 1961 am Gymnasium Petrinum in Recklinghausen und einem Redaktionsvolontariat bei den Ruhr-Nachrichten 1962 studierte Riewerts in Münster, Wien und Rom Publizistik, Soziologie und Kunstgeschichte. Er war in dieser Zeit Mitarbeiter der Zeitung Kirche+Leben. Er war in der studentischen Selbstverwaltung und bei der Studentenpresse tätig. Von 1966 bis 1967 war er Chefredakteur der Studentenzeitschrift Semesterspiegel.
Ab 1969 arbeitete er zunächst als Redakteur von Tageszeitungen, unter anderem als leitender Redakteur der Münsterschen Zeitung. Von 1984 bis 2003 war er Chefredakteur der Oldenburgischen Volkszeitung.

## Politik
Cornelius Riewerts war Mitglied der CDU und wurde 1959 Mitglied der Jungen Union. Von 1961 bis 1963 war er als Ortssprecher der Jungen Union Westerholt tätig. Auch wurde er Mitglied des Kreisvorstandes. Von 1966 bis 1967 war er Mitglied des Landesvorstandes der Jungen Union Westfalen-Lippe. Von 1965 und 1969 war er persönlicher Referent und Wahlkampfleiter im Wahlkreis Recklinghausen-Land. Von 1973 bis 1976 war er Vorsitzender des CDU-Kreisverbandes Recklinghausen.
Riewerts war vom 26. Juli 1970 bis zum 27. Mai 1975 direkt gewähltes Mitglied des 7. Landtages von Nordrhein-Westfalen für den Wahlkreis 095 Recklinghausen-Land III. Bei der Landtagswahl 1975 unterlag Riewerts seinem SPD-Herausforderer Heinz Wiese mit einem Abstand von 21 Stimmen im Wahlkreis.

## Familie
Cornelius Riewerts war seit 1972 verheiratet und hatte zwei Töchter.